# Chronologie de la Pologne

## Préhistoire

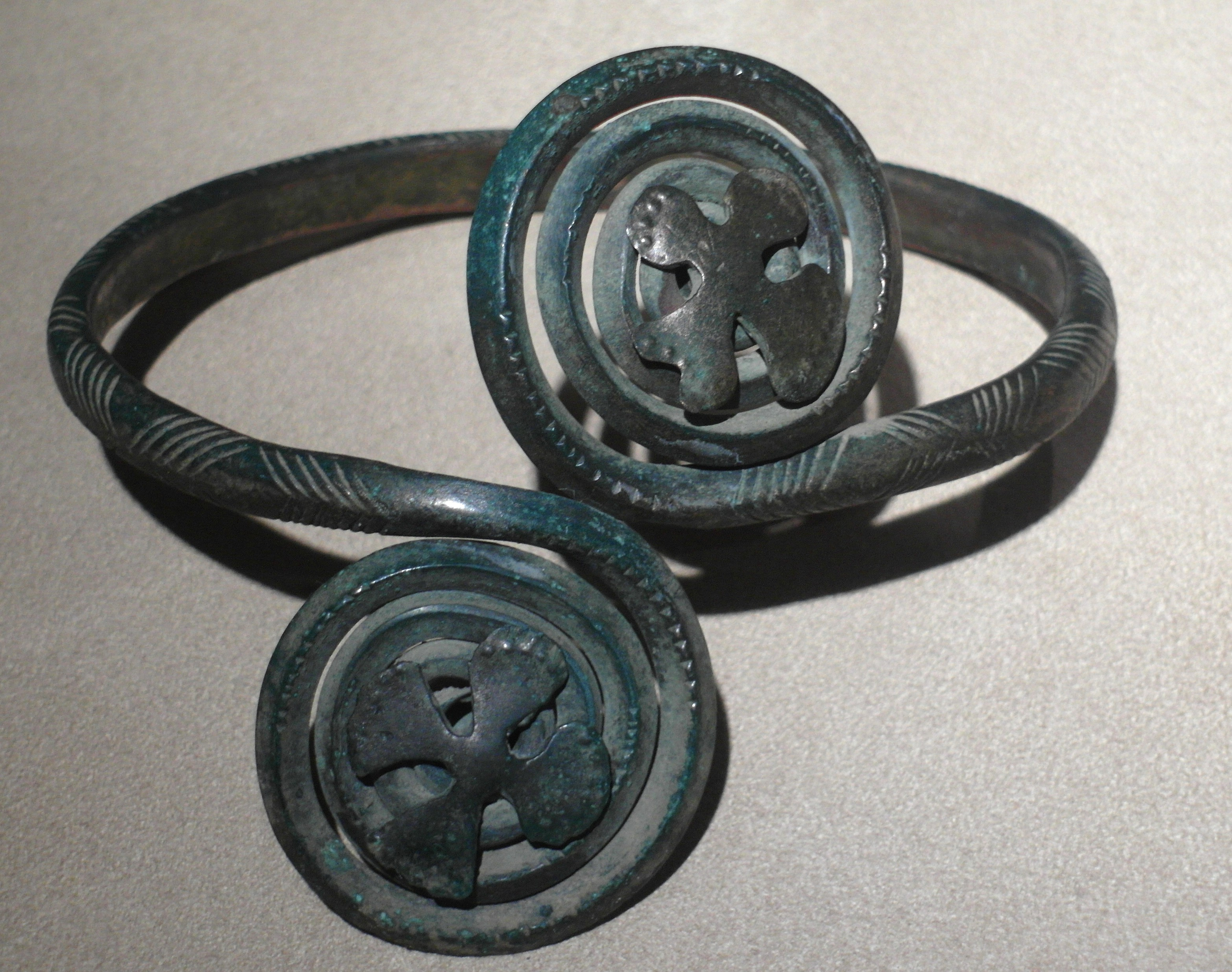
Fibule de la culture lusacienne, trésor de Krobów, Pologne.

- VIIIe millénaire av. J.-C. au milieu du VIe millénaire av. J.-C. : premières traces d'habitat sur les terres de l'actuelle Pologne.
- 737 av. J.-C. : construction du fort Lusacien de Biskupin.
- 100 à 50 av. J.-C. : expansion et migrations des tribus locales.
- Aux Ier siècle et IIe siècle, les Wendes et autres peuples d'Europe du Nord sont mentionnées dans les œuvres d'auteurs romains (Tacite, Ptolémée).

## Haut Moyen Âge

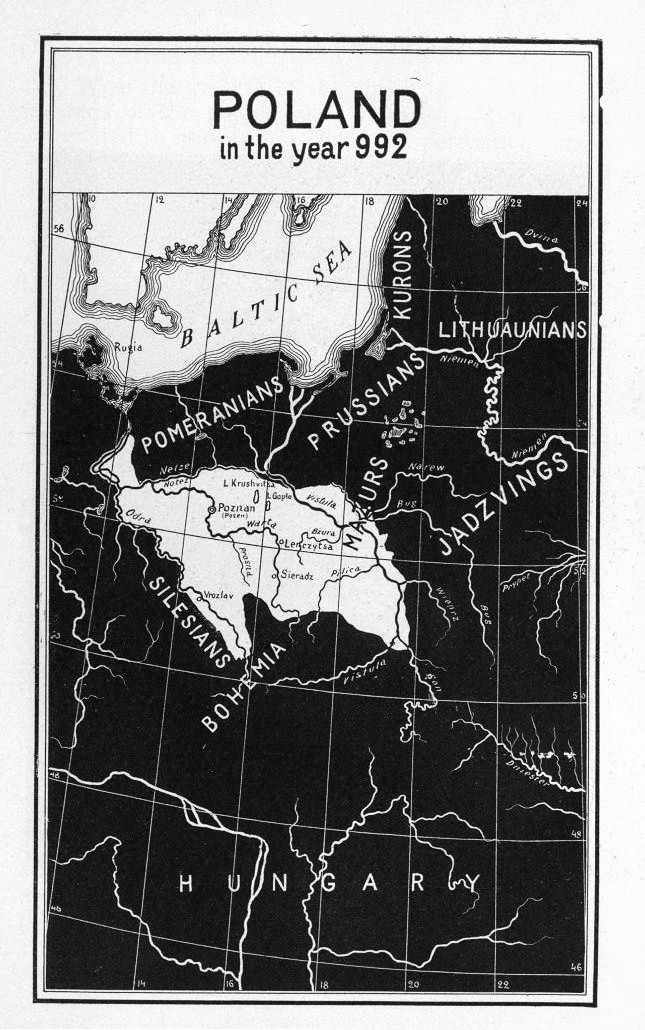
Histoire de la Pologne, (les duchés en 992).

- 850 : « La description des castra au nord du Danube » d'un géographe bavarois, décrit la géographie et la répartition des peuples polanes[1].
- 960 : Mieszko Ier devient prince des Polanes (Pologne) et défait les tribus slaves demeurant entre l'Oder et Vistule.
- 964 : première mention historique dans les manuscrits du nom Pologne
- 966 : 
  - Mariage de la princesse Dubravka (sœur du duc de Bohême Boleslav Ier) et de Mieszko qui se fait baptiser à cette occasion et prend le titre de prince de Pologne.
  - Conversion du prince Mieszko et de son peuple au christianisme. La conversion de Mieszko au rite latin entraîne la pénétration du christianisme et les contacts de la Pologne avec l’extérieur : Mieszko envoie son fils Lambert, le futur Mieszko II, étudier dans un cloître italien, Boleslav fait venir en Pologne des religieux italiens, à côté des Allemands. La politique matrimoniale marque l’évolution des mentalités : Boleslav épouse successivement deux Allemandes et marie ses filles à un prince de Kiev et un prince du Saint-Empire romain germanique . La fille de Mieszko épouse le roi de Suède, puis de Norvège, et devient la mère de Knut le Grand, roi du Danemark et d’Angleterre.
- 968 : fondation du premier évêché polonais à Poznań (Posen) par le prince Mieszko, subordonné à l'archevêché de Magdebourg. Mieszko y établit sa capitale.
- 972 : les Polonais conduits par Mieszko remportent la bataille de Cedynia contre le margrave Odo Ier.
- 992 : mort du prince Mieszko, et début du règne de Boleslas le Vaillant (992-1025).
- 997 : mort de saint Adalbert de Prague durant les premières tentatives de conversion des Prussiens (peuple païen de langue balte, appelé aussi les Borusses).
- 1000 : 
  - Reconnaissance de la royauté de Boleslas le Vaillant par l'empereur du Saint-Empire Otton III lors du Congrès de Gniezno.
  - Création du premier archevêché polonais à Gniezno avec autorité sur les évêchés de Kołobrzeg, Wrocław, et Cracovie.
- 1025 : sacre officiel de Boleslas le Vaillant
- 1034-1058 : règne de Casimir Ier (Kazimierz), roi de Pologne.
- 1079 : martyre de Stanislas, évêque de Cracovie qui deviendra le saint patron de la Pologne.
- 1138 : mort du prince Boleslas III Bouche-Torse. Début des guerres entre les héritiers des premiers Piast. Il faudra 200 ans pour réunifier la Pologne des Piasts.

## XIIIesiècle
- 1226 : le duc Conrad Ier de Mazovie demande l'aide des Chevaliers Teutoniques contre les Prussiens, et les installe en Basse Vistule.
- 1283 : début de l'expédition des Chevaliers Teutoniques (pol. Krzyżacy) en Prusse. Ils massacrent les habitants et germanisent le pays.
- 1241 : 
  - Première invasion tatare (mongole) dans le sud de la Pologne. Leur passage meurtrier à Cracovie y laissera les traditions du hejnał et du lajkonik
  - À la bataille de Liegnitz (Legnica), les chevaleries allemande et polonaise sont taillées en pièces par les Mongols qui s'attaquent ensuite à la Hongrie.
- 1253 : canonisation de Stanislas de Cracovie.
- 1287 : troisième invasion tatare.

## XIVesiècle

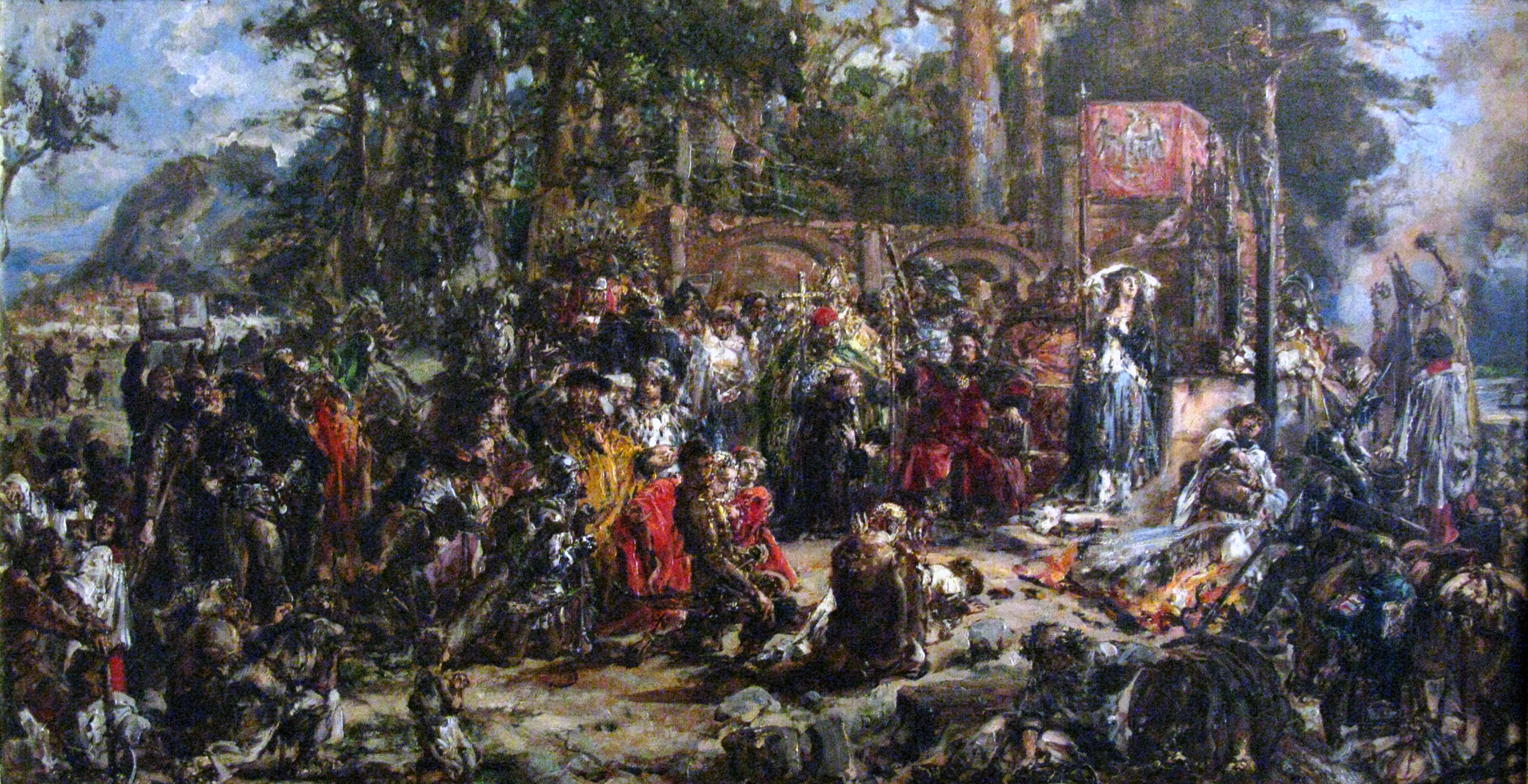
Christianisation des Lituaniens en 1387. Tableau de Jan Matejko, 1889.

- 1300 : unification du royaume de Pologne par Venceslas II, roi de Bohême qui est couronné roi de Pologne.
- 1309 : Malbork (Marienburg) devient la capitale de l'ordre Teutonique
- 1333-1370 : Casimir III (Kazimierz) le Grand, dernier roi de la dynastie des Piast. Il unifie et renforce le royaume de Pologne.
- 1349 : annexion de la Ruthénie, par Casimir le Grand, de Halicz à Wladzimierz (Galicie)
- 1364 : fondation de l'Université Jagellonne (Académie de Cracovie) par le roi Casimir le Grand.
- 1385 : union de Krewo entre le grand-duché de Lituanie et le royaume de Pologne par l'alliance de Jagellon (Jagiełło en polonais, Jogaila en lituanien) et Jadwiga (Hedwige) d'Anjou, héritière de la couronne polonaise. Le grand-duc de Lituanie se convertit au christianisme catholique. Cet acte rend caduc l'objet même des croisades baltes. L'État monastique des chevaliers teutoniques devient l'adversaire commun des deux États (guerre du royaume de Pologne-Lituanie contre l'ordre Teutonique).
- 1386 : baptême et mariage de Jagellon qui devient Ladislas II Jagellon.
- 1399 : Tamerlan, ayant imposé sa tutelle à la Horde d'or, arrête Vytautas le Grand (Witold), cousin de Ladislas II Jagellon, dans son expansion vers Moscou.

## XVesiècle
- 1410 : 

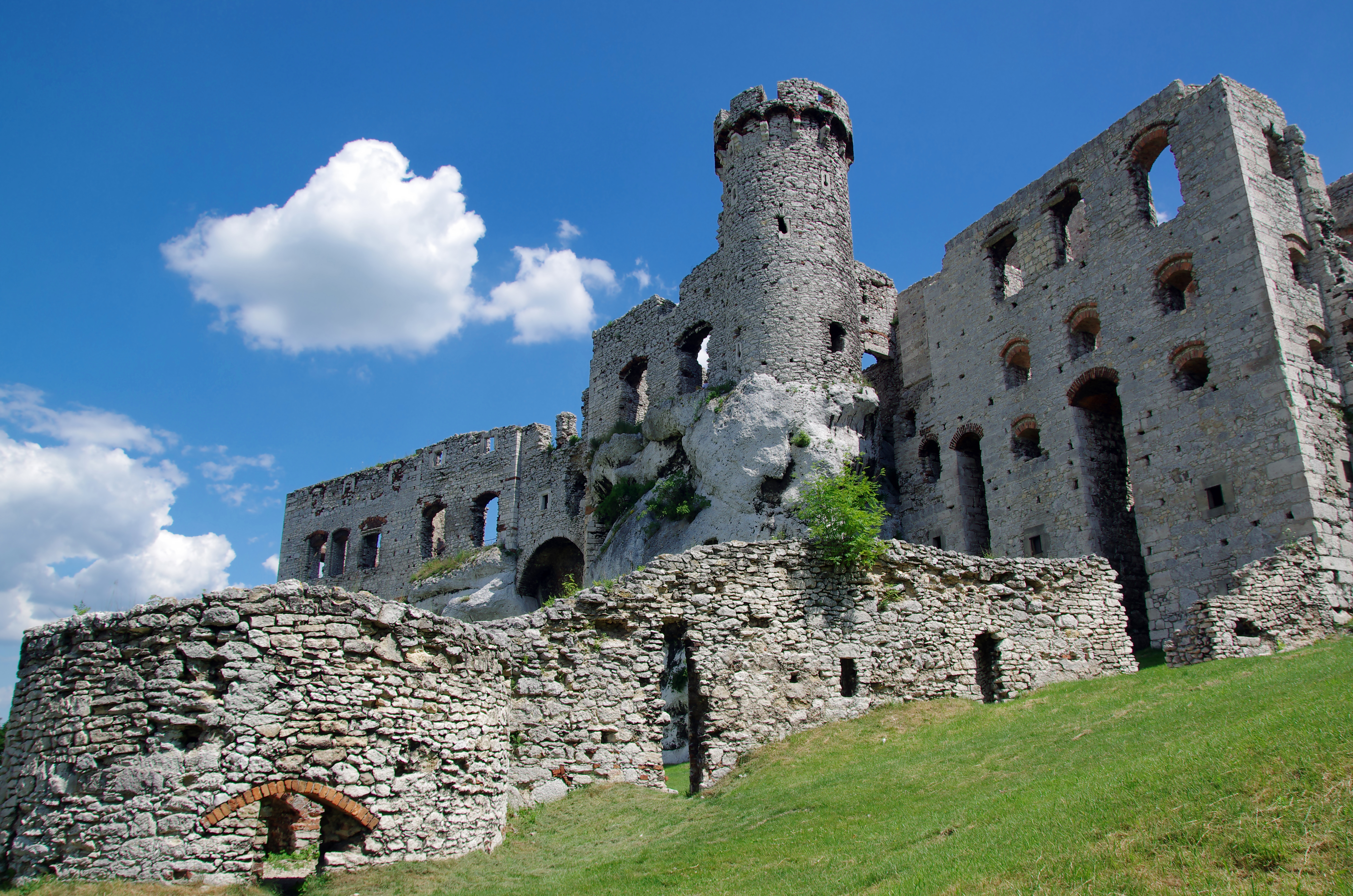
Château d'Ogrodzieniec, XIV.

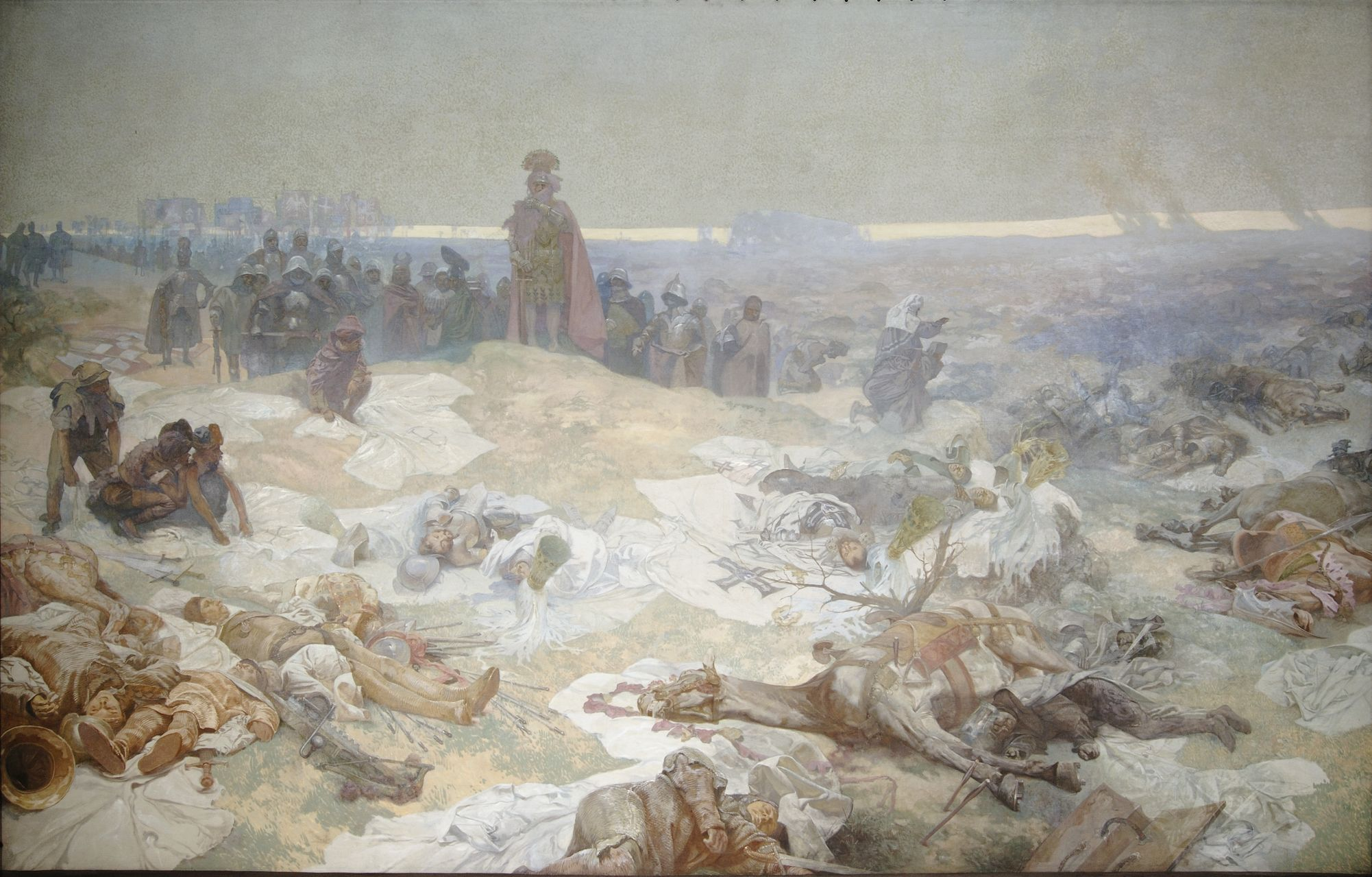
Après la bataille de Grunwald, tableau d'Alfons Mucha, 1924.

  - Witold et Ladislas Jagellon remportent la bataille de Grunwald (Tannenberg) contre les Chevaliers teutoniques.
- 1434 Ladislas III Jagellon monte sur le trône et Casimir devient l'héritier de la couronne.
- 1444 : le 10 novembre, à la bataille de Varna, en Bulgarie, le sultan ottoman Mourad II écrase les chrétiens conduits par le roi de Pologne et de Hongrie Ladislas III Jagellon, lequel est tué.
- 1447-1492 : règne de Casimir IV Jagellon, après un interrègne de 3 ans.
- 1454 :
  - Le 10 février à Cracovie : mariage avec Élisabeth de Habsbourg permettant l'union de la Pologne-Lituanie avec la Bohême et la Hongrie. Élisabeth, mère de six garçons et sept filles, est appelée la mère des rois : quatre de ses fils l'ont été en effet.
  - Soulèvement général en Prusse contre la domination de l'ordre l'ordre Teutonique. À la demande des représentants des États, la Prusse est incorporée à la Pologne.
  - Début d'une guerre de treize ans contre l'ordre Teutonique, jusqu'en 1466.
  - En novembre, privilège de Nieszawa accordé à la noblesse, premier pas vers la transformation de la Pologne en oligarchie (démocratie nobiliaire).
- 1455 : mort de Zbigniew Oleśnicki évêque de Cracovie l'homme politique le plus puissant au temps des premiers Jagellon.
- 1466 : le 19 octobre, paix de Toruń à la demande de l'Ordre Teutonique épuisé par la guerre : Gdańsk (Danzig) et la Prusse orientale sont placés sous suzeraineté polonaise. Les territoires laissés à l'Ordre deviennent des fiefs de la couronne polonaise.
- 1474 : première imprimerie à Cracovie.
- 1477 : Casimir IV Jagellon devient roi de Bohême.
- 1490 : Casimir IV Jagellon devient roi de Hongrie.
- 1492 : Casimir IV Jagellon meurt le 7 juin à Grodno et est inhumé dans la crypte du Château du Wawel.

À la fin du XVe siècle, la Pologne compte à peu près 10 000 juifs, certains venus d'Italie et beaucoup d'autres d'Allemagne. Le pays leur apparaît comme une sorte de « terre promise » par contraste avec la situation qui leur est faite dans les autres pays d'Europe où on les expulse (Angleterre, Espagne, France), où on les enferme dans des ghettos (Allemagne, Italie), où on les convertit de force (Espagne, Portugal).

## XVIesiècle

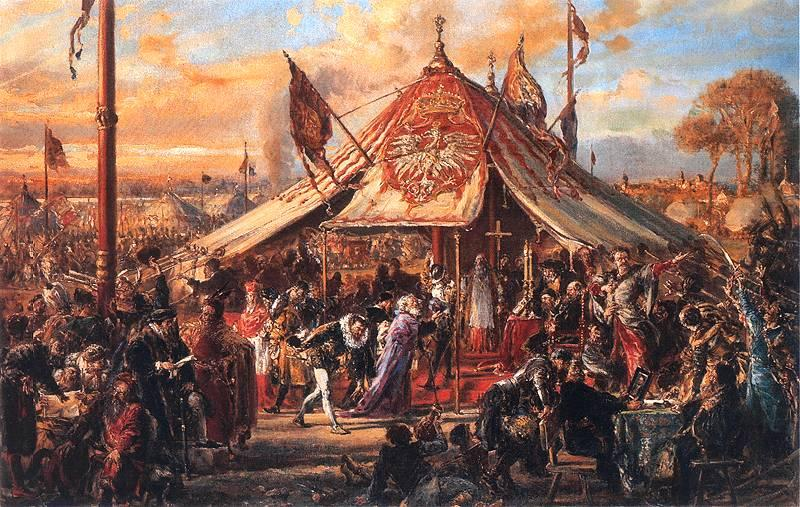
Élection d'Henri de Valois au trône de Pologne-Lituanie en 1573. Tableau de Jan Matejko, 1889.

- 1505 : constitution Nihil novi, qui place le roi sous le contrôle de la diète.
- 1508-1548 : règne du roi Sigismond Ier (Zygmunt) dit le Vieux qui ouvre le siècle d'or polonais.
- 1548 : publication du De Revolutionibus Orbium Coelestium (Des révolutions des sphères célestes) de l'astronome Nicolas Copernic, premier exposé moderne du système héliocentrique.
- 1548-1572 : règne du roi Sigismond II.
- 1569 : Union de Lublin : création de la Rzeczpospolita (fédération du royaume polonais et du grand-duché lituanien). La Pologne annexe l'Ukraine jusqu'à la rive droite du Dniepr appartenant précédemment au grand-duché de Lituanie.
- 1570 : consensus de Sandomierz (en), accord sur la coexistence pacifique des religions.
- 1573 : confédération de Varsovie, fixation des conditions d'élection du roi par les nobles et notamment le respect de la tolérance religieuse.
- 1573 : Henri, duc d'Anjou, futur roi de France (Henri III), est élu roi de Pologne (Henri Ier). Il tarde à rejoindre son royaume, règne six mois en regrettant Paris, et repart en France à bride abattue dès qu'il apprend la mort de son frère Charles IX.
- 1576-1586 : Règne du roi Étienne Báthory (Stefan Báthory).
- 1580 : fondation du Collège des Jésuites de Polotsk.
- 1581 : prise de Pskov par Étienne Ier Báthory.
- 1587 : Sigismond Vasa est élu roi de Pologne-Lituanie ; il est également roi de Suède de 1592 à 1599 ; début de la dynastie Vasa (1587-1668).
- 1596 : Union de Brzesc (Brest) : l'Église orthodoxe de la république polonaise passe sous l'autorité du pape et devenant ainsi une des Églises catholiques orientales.

À la fin du XVIe siècle, la population juive est passée en un siècle de 10 000 à 150 000 personnes, soit 2 % de la population de la Pologne.

## XVIIesiècle

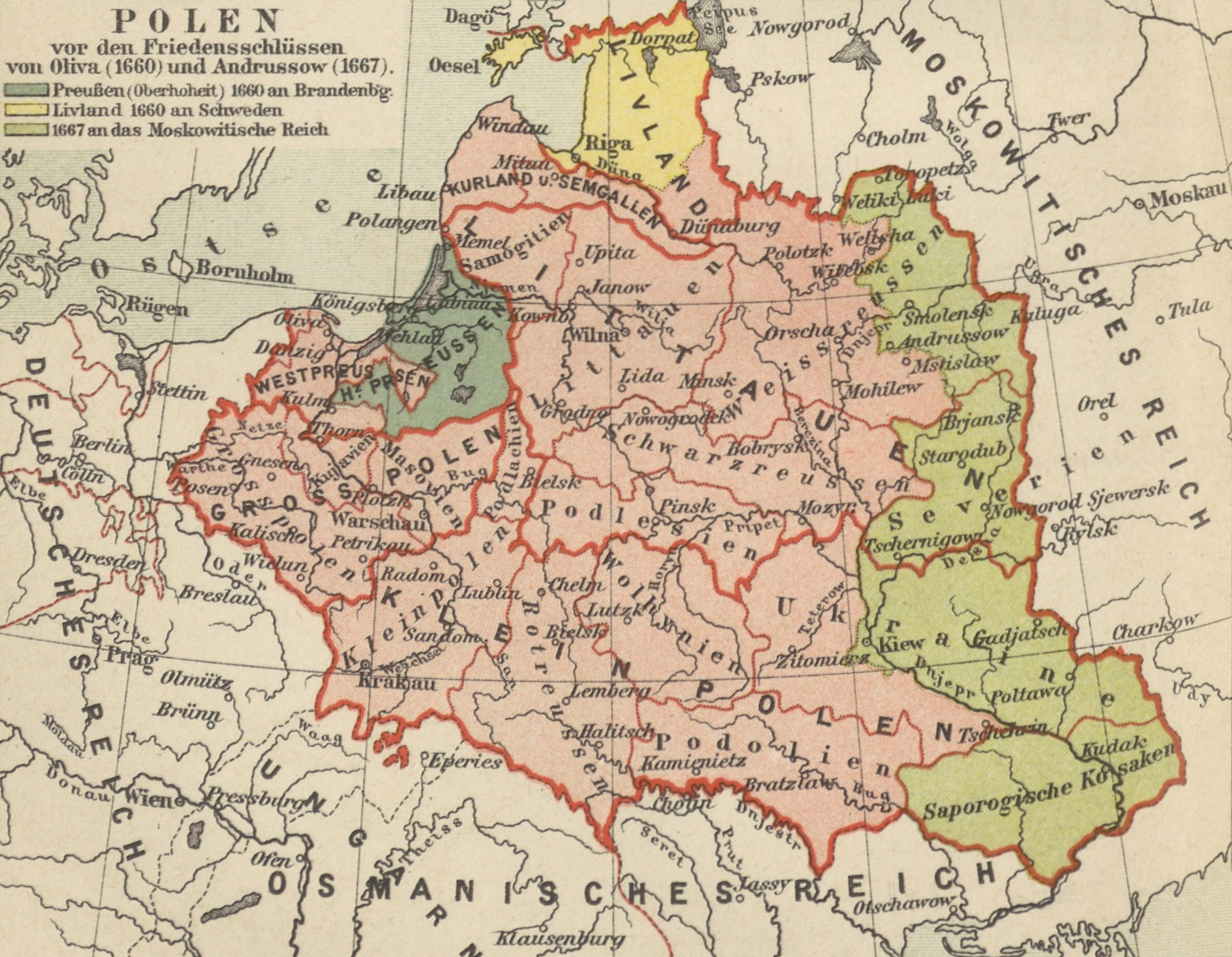
La Pologne-Lituanie au milieu du XVIIe siècle : territoires perdus au profit de la Prusse-Brandebourg (1660, en bleu), de la Suède (1660, en jaune) et de la Russie (1667, en vert). Meyers Lexikon, 1890.

- Guerre polono-russe (1605-1618) : les Polonais occupent Moscou de 1605 à 1612.
- Guerre polono-turque (1620-1621) : les Polonais remportent la bataille de Chocim contre les Turcs en 1621.
- 1626-1629 : guerre polono-suédoise.
- 1629 : traité d'Altmark, les Suédois occupent presque tout le littoral de la Baltique
- Guerre polono-turque (1633-1634).
- 1648-1667 : pendant la période dite du Déluge, de 1648 à 1667, la Pologne subit une série de révoltes et d'invasions et perd un tiers de sa population.
- 1648 : soulèvement de l'Ukraine contre la noblesse polonaise. Les cosaques de Bohdan Khmelnytsky font trembler la Rzeczpospolita. Les Juifs paient un lourd tribut puisque 25 % de la population juive est massacrée en 1648 et 1667 par les cosaques. La Pologne perd l'Ukraine de la rive gauche qui devient vassale de la Russie.
- 1650 : la Pologne est ramenée à 750 000 km2 et à 7,5 millions d'habitants[réf. nécessaire].
- 1655-1660 : première guerre du Nord, invasion de la Pologne par les Suédois.
- 1658 : expulsion des Frères polonais et sociniens (chrétiens non trinitaires) de Pologne.
- 1666-1676 : guerre polono-cosaque-tatare (1666–1671) et guerre polono-turque (1672-1676), perte de la Podolie.
- 1667 : Trêve d'Androussovo, la frontière russo-polonaise est fixée sur le Dniepr.
- 1674-1696 : règne du roi Jean III Sobieski.
- 1683-1699 : Grande guerre turque.
- 12 septembre 1683 : victoire de Kahlenberg sur les Turcs. Jean III Sobieski repousse le grand vizir Kara Mustafa, qui assiège Vienne avec 180 000 hommes. Cette intervention, sauve la monarchie des Habsbourg et arrête l'expansion de l'Islam. C'est l'amorce de la montée en puissance autrichienne et du recul ottoman en Europe.
- 1686 : le Traité de paix éternelle de 1686 confirme la trêve d'Andruszow et cède Kiev aux Russes.
- 1697 : le duc de Saxe Frédéric-Auguste (Auguste II) est élu roi de Pologne ; début de la dynastie saxonne.
- 1699 : traité de Karlowitz, la Pologne récupère la Podolie.

## XVIIIesiècle

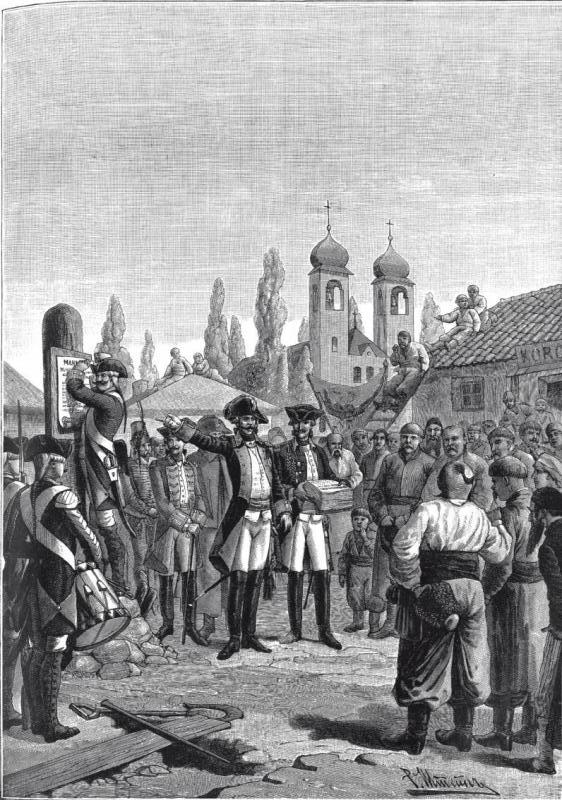
L'armée russe placarde la proclamation de partage de la Pologne en 1793. R. Stein et Schubler, 1893.

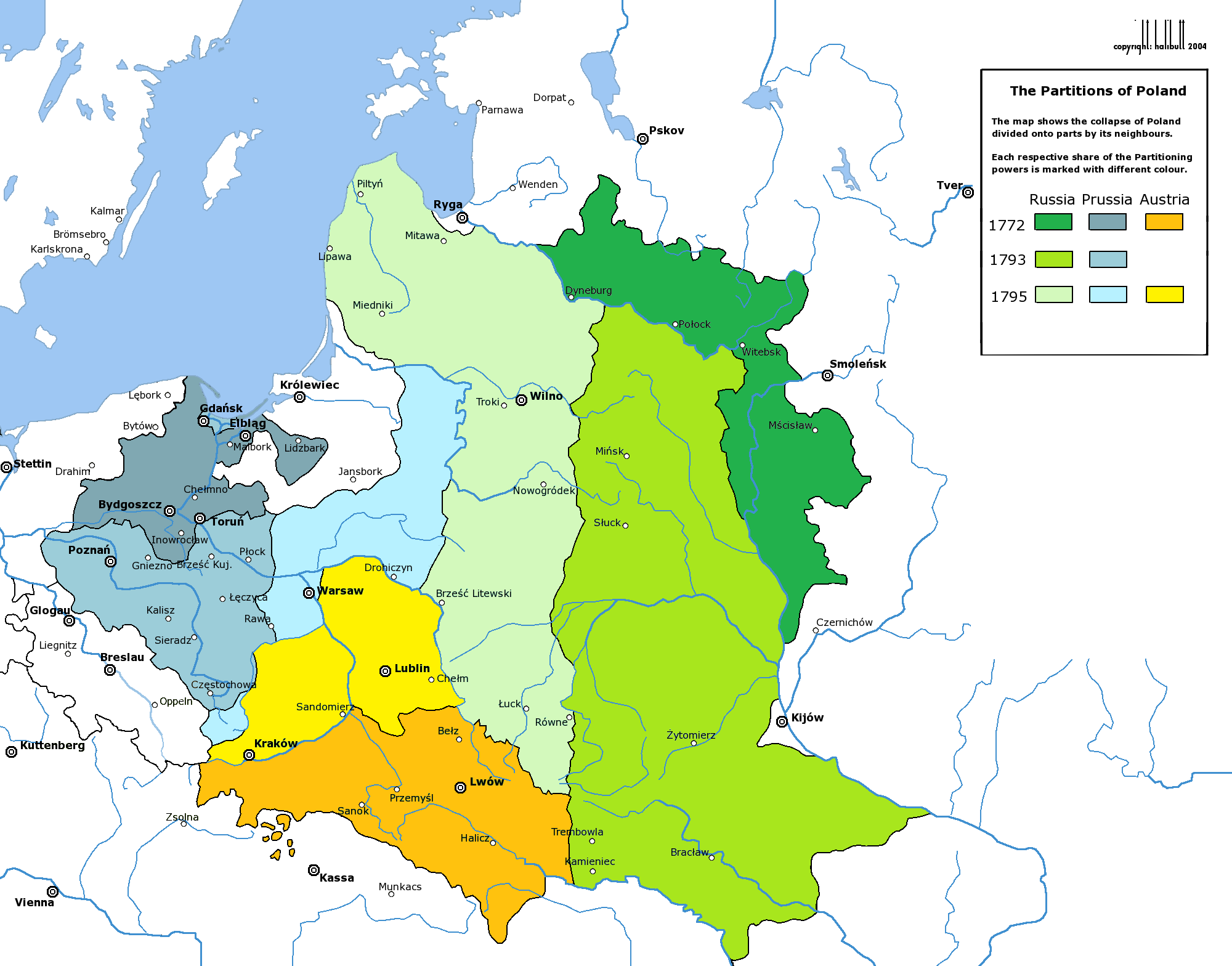
Partages de la Pologne, 1772-1795 : Russie (vert), Prusse (bleu), Autriche (jaune-orange)

- 1700-1721 : Grande guerre du Nord.
- 1704 : le roi Auguste II est déposé. Début du règne de Stanislas Leszczynski.
- 1733-1738 : Guerre de Succession de Pologne.
- 1733 : élection d'Auguste III.
- 1756-1763 : Guerre de Sept Ans.
- 1764 : élection de Stanislas Auguste Poniatowski, avec l'appui de son ancienne maîtresse Catherine II de Russie.
- 1768 : confédération de Bar, la noblesse polonaise s'insurge contre l'ingérence russe. Massacre de Polonais par des Ukrainiens à Ouman. Le soulèvement échoue.
- 1772 : 
  - premier partage de la Pologne entre la Russie, l'Autriche et la Prusse
  - La population juive atteint le demi-million de personnes, soit 4 % de la population de la Rzeczpospolita, estimée à 12 millions, dont seulement 3,5 millions de Polonais. Liés au roi par un serment de fidélité, ils bénéficient alors et depuis plus d'un siècle, d'un statut très protecteur. Ils forment le Kahal (la « Communauté »), chaque groupe local est dirigé par un conseil des notables et un rabbin. Le Conseil des Quatre Pays légifère pour les questions internes.
- 1773 : création de la Commission de l'éducation nationale
- 1788-1792 : diète de quatre ans surnommé la Grande Diète
- 3 mai 1791 : vote de la deuxième constitution mondiale, appelée Constitution du 3 mai
- 1792 : deuxième partage de la Pologne entre la Russie et la Prusse.
  - 24 avril 1792 : création à Saint-Pétersbourg de la Confédération de Targowica
- 1794 : insurrection de Tadeusz Kościuszko contre les copartageants.
- 1795 : troisième partage de la Pologne entre la Russie, l'Autriche et la Prusse. La Pologne est rayée de la carte pendant 123 ans.
- 1796-1799 : des légions polonaises constituées Jean-Henri Dombrowski (voir Légion italique) se mettent au service de Napoléon en Italie, pour combattre l'Autriche.
- 1798 : décès du dernier roi de Pologne, Stanislas II

## XIXesiècle
- 1803 : Alexandre Ier crée une université impériale polonaise à Wilno (Vilnius).
- 1807 : création du grand-duché de Varsovie par Napoléon à partir de territoires enlevés à l'Autriche et à la Prusse.
- 1815 : création du « royaume du Congrès » dans la partie russe. La Posnanie et Dantzig reviennent à la Prusse, la Galicie à l'Autriche. Seule la Ville libre de Cracovie reste indépendante jusqu'en 1846.
- 1830-1831 : Grande insurrection polonaise suivi d'une guerre polono-russe (Insurrection de Novembre 1830).
- 1845 : ouverture du Ligne ferroviaire Varsovie–Vienne (en), une des premières lignes ferroviaires dans l'Empire russe.
- 1846 : massacre de nobles par la paysannerie polonaise en Galicie.

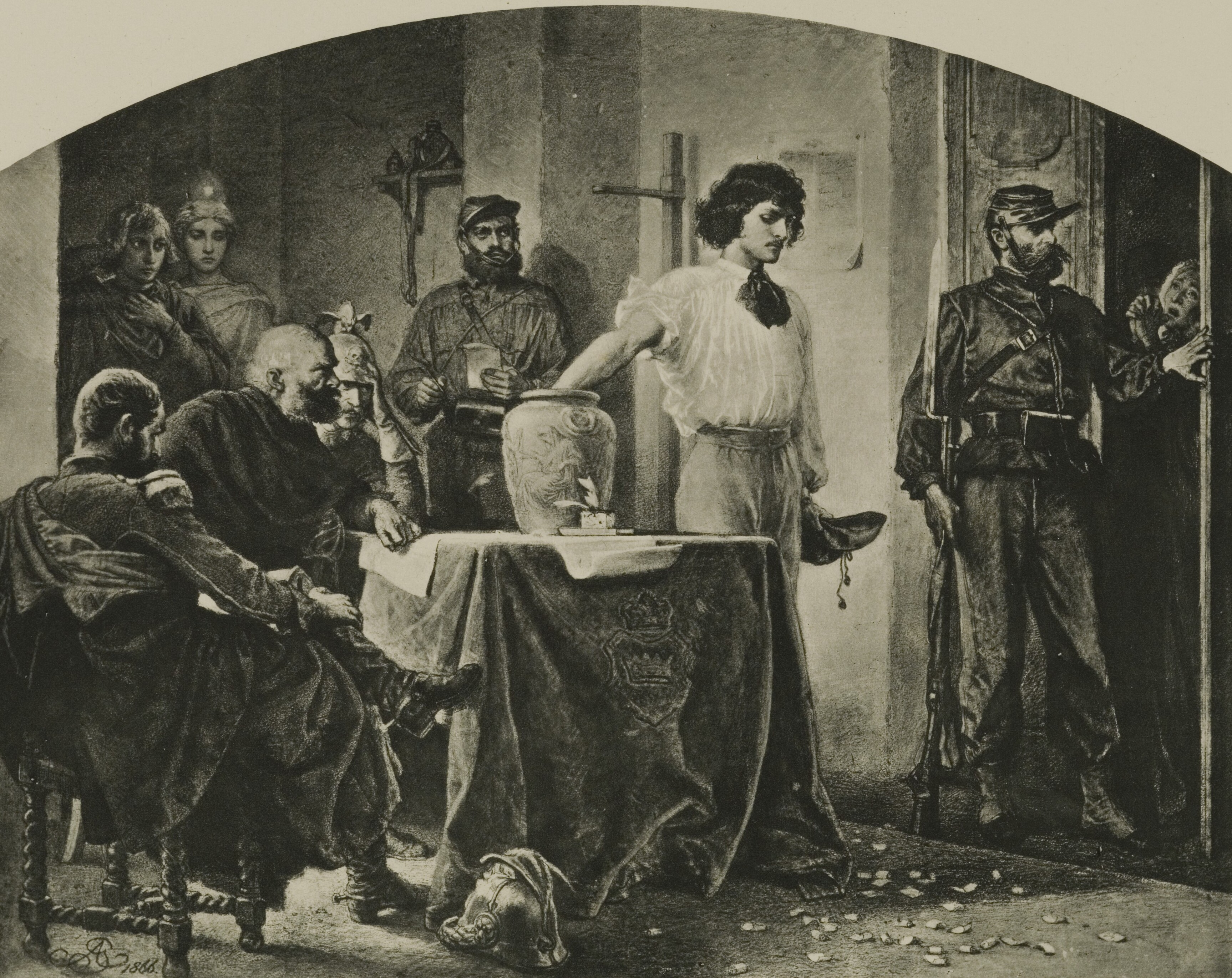
La Guerre III, gravure d'Artur Grottger, 1863.

- 1848 : participation de nombreux Polonais au Printemps des peuples dans toute l'Europe.
- 1855 : mort d'Adam Mickiewicz à Constantinople.
- 1861 : abolition du servage dans la partie russe, importantes manifestations à Varsovie
- 1861 : l'Autriche accorde plus d'autonomie et de liberté à la Galicie.
- 1863 : nouvelle insurrection polonaise dans la partie russe. Les libéraux de toute l'Europe applaudissent des partisans de la liberté dressés contre une tyrannie. Cependant le chancelier Bismarck est contre une Pologne indépendante qui menacerait la Prusse.
- Avril 1864 : pendaison du dernier chef de la rébellion, Romuald Traugutt.
- 1880 : début d'une importante émigration de juifs polonais vers les États-Unis, la Russie, l'Allemagne, l'Autriche, la France et l'Argentine.
- 1894 : Nicolas II desserre l'étau russe à Varsovie.

À la fin du XIXe siècle, la population juive se monte à neuf millions de personnes, et représente plus de 30 % des habitants de Varsovie et de Lodz, les deux plus importantes villes industrielles. Les juifs sont divisés entre une riche bourgeoisie d'entrepreneurs et un important prolétariat : un quart de la population active juive est ouvrière.

## XXesiècle
- 1900 : 

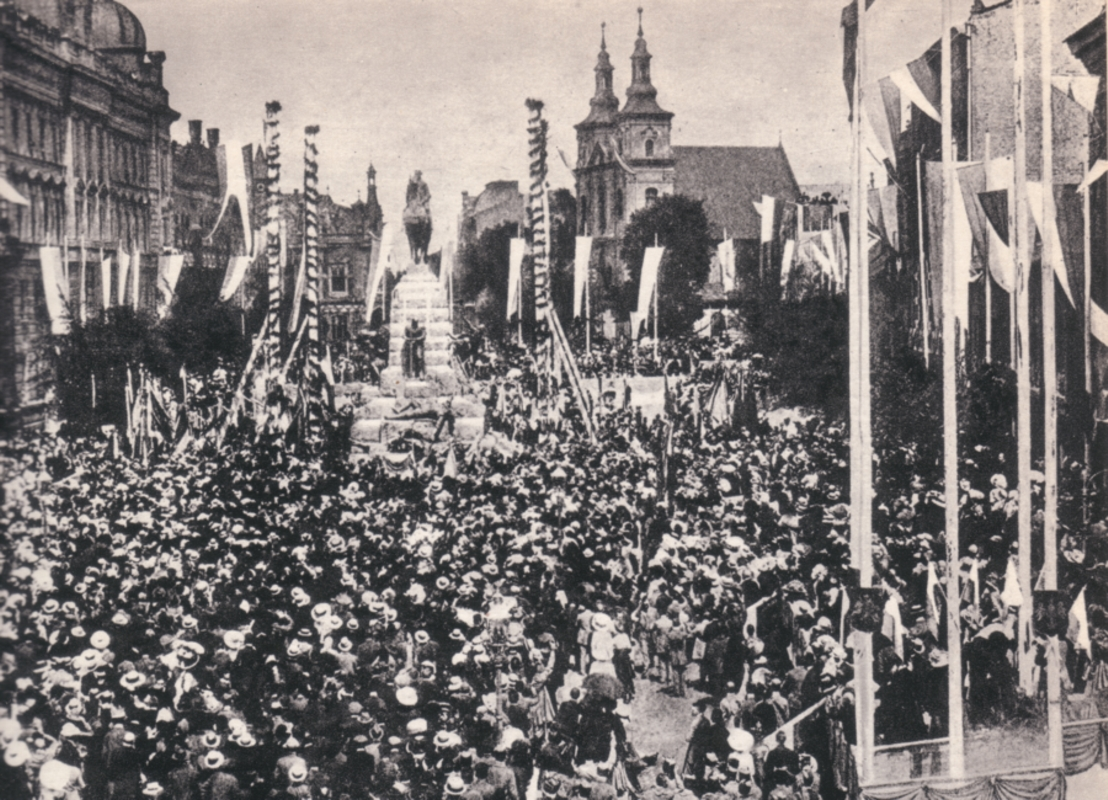
Manifestation patriotique polonaise autour du monument de la bataille de Grunwald à Cracovie, 1910

  - Les Polonais « ethniques » sont au nombre de 16 millions dont 9 millions en Pologne russe, 4 millions en Galicie autrichienne et 3 millions dans les territoires prussiens de Grande-Pologne (Posnanie) et Silésie. Sur ces mêmes territoires, la population juive s'élève à 9 millions de personnes. Un million d'émigrés se trouvent aussi en Russie, en Allemagne, en Angleterre, en France, aux États-Unis.
  - Varsovie compte 700 000 habitants et Łódź 300 000.
- 1901 : l'Art nouveau triomphe à Varsovie notamment avec La Noce, une pièce de Wyspiański.
- 1904 : résistance aux multiples tentatives de germanisation en Posnanie.
- 1905 : 
  - Participation polonaise à la révolution russe de 1905.
  - Henryk Sienkiewicz obtient le prix Nobel de littérature. Dans son discours de réception, il dédie ce succès à la patrie polonaise : « Elle était déclarée morte - Voici la preuve qu'elle est vivante. Elle était déclarée incapable de penser ou de parler - et voici une preuve du contraire. Elle était déclarée vaincue - et voici la preuve qu'elle est victorieuse ».
- 1906 : le Parti national-démocrate obtient des sièges pour représenter la Pologne à la Douma russe.
- 1907 : 
  - 70 députés polonais siègent au parlement autrichien.
  - 20 députés polonais siègent au Reichstag de l'Empire allemand.
- 1911 : la Russie introduit les zemstva dans les territoires lituano-ruthènes.

### Première Guerre mondiale
- 1914 : bataille de Lemberg, brève occupation de la Galicie austro-hongroise par les Russes. Józef Piłsudski devient commandant de la 1re brigade polonaise. Les légions polonaises combattent sous commandement austro-hongrois avant de passer dans le camp de l'Entente en 1917.
- 1915 : Grande Retraite de l'armée russe, occupation de la Pologne russe par les Austro-Allemands.
- 1916 : mise en place d'un conseil de régence à Varsovie, destiné à gouverner un royaume de Pologne sous tutelle austro-allemande.
- 1917 : 
  - Le président Woodrow Wilson fait une déclaration en faveur d'une Pologne « Unie, indépendante, autonome »,
  - Création de l'armée polonaise en France qui combat aux côtés de l'armée française contre l'Allemagne.

### Entre-deux-guerres

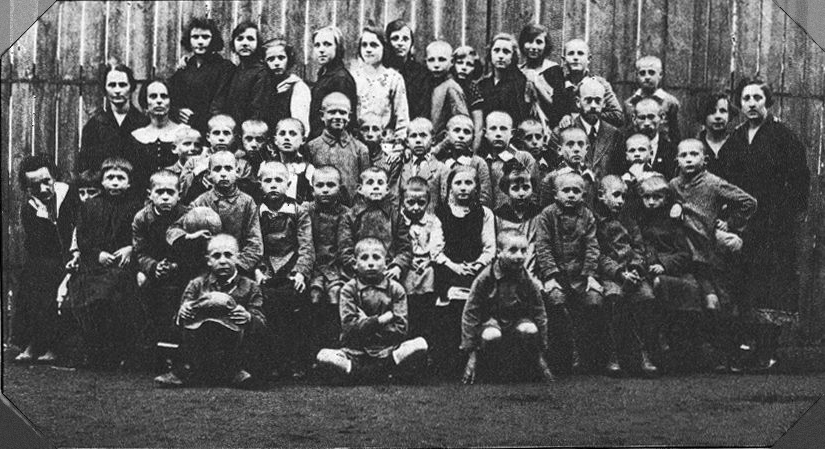
Orphelinat Nasz Dom à Pruszków, dirigé par Maryna Falska et Janusz Korczak, vers 1920-1928

- 1918 : restauration de l'indépendance polonaise.
  - 1er novembre : la Galicie orientale se proclame République populaire d'Ukraine occidentale, début de la guerre polono-ukrainienne ;
  - 11 novembre : Józef Piłsudski prend le pouvoir à Varsovie ;
  - En décembre, création du Parti communiste de Pologne ;
  - La nouvelle Pologne réunit 19 millions de Polonais « ethniques », 7 millions de Biélorusses, Ukrainiens et Allemands, et 3 millions de Juifs.
- 1919 :
  - Février : début de la Guerre soviéto-polonaise ;
  - Soulèvement de la Posnanie (toujours allemande) ;
  - Succès de la national-démocratie aux élections législatives,
  - Occupation de Wilno et de Lwów par les armées polonaises, annexion de l'Ukraine occidentale le 17 juillet.
- 1920 : 
  - Occupation de Kiev par les Polonais, contre-offensive de l'Armée rouge repoussée lors de la bataille de Varsovie, contre-offensive polonaise à l'est contre la Russie ;
  - Avec cette guerre la population juive subit des vexations diverses et des pogroms.
  - 15 novembre : proclamation d'indépendance de la ville libre de Dantzig. Le corridor de Dantzig reste à la Pologne.

- 1921 : 

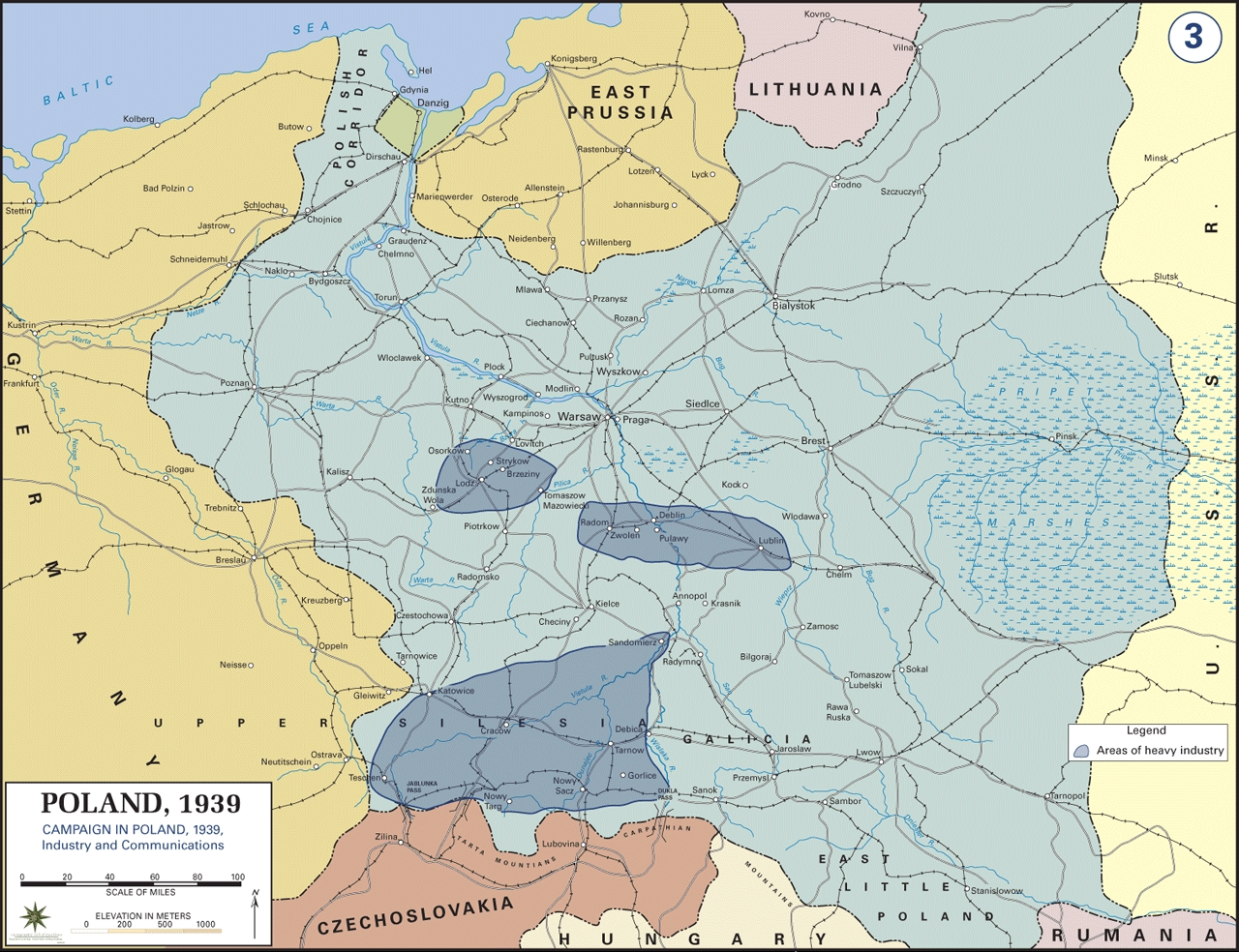
Industrie et transports en Pologne en 1939

  - Paix de Riga avec la Russie soviétique,
  - adoption de la Constitution de Mars,
  - 20 mars : après une série de heurts entre Allemands et Polonais, plébiscite de Haute-Silésie entraînant le partage de la Haute-Silésie entre la Pologne et l'Allemagne.
- 1922 : 
  - Gabriel Narutowicz, premier président de la République polonaise, est assassiné.
  - Wilno est rattaché à la Pologne.
- 1923 : le gouvernement décide de « poloniser » la fonction publique et l'économie, pour en écarter les Juifs.
- 1925 :
  - 16 octobre : accords de Locarno par lesquels la France et le Royaume-Uni garantissent les frontières entre l'Allemagne et ses voisins ; le même jour, accord franco-polonais garantissant un soutien mutuel en cas d'agression.
- 1926 : 
  - Le pays est au bord de la faillite. Coup d'État du maréchal Józef Piłsudski, héros de la résistance anti-russe et des guerres de l'indépendance. 600 opposants sont massacrés à Varsovie.
  - Le nouveau président met un terme au programme de polonisation et prêche la concorde entre les différents groupes ethniques et religieux. Il décrète une réforme monétaire.
- 1930 : internement d'opposants à Brest.
- 1934 : pacte de non-agression germano-polonais.

- 1935 : 
  - Constitution d'avril.

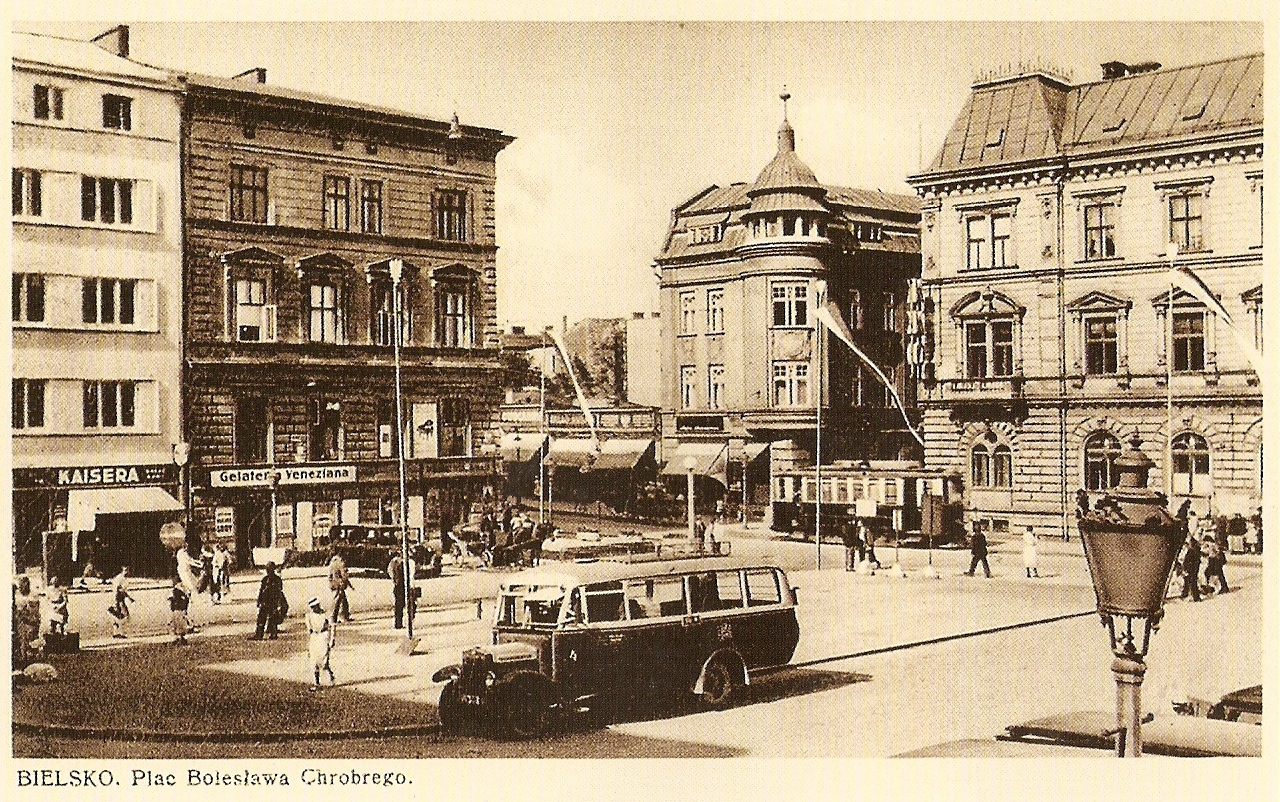
Place Bolesław Chrobry à Bielsko-Biała, 1937

  - Mort de Piłsudski; lors de ses funérailles nationales, des extrémistes lancent aux Juifs : «Grand-Père est mort, on va régler votre compte».
  - Le général Rydz-Smigly, ministre de la Défense déclare : « Les Juifs ont des buts nationaux distincts des nôtres. Ils perturbent notre évolution nationale » et préconise l'émigration des Juifs vers la Palestine telle qu'elle a été prévue par la Société des Nations en 1922.
- 1938 : conflit polono-lituanien, conflit avec la Tchécoslovaquie à propos de Cieszyn (Teschen).
- 1939 : suicide de Walery Sławek.

### Seconde Guerre mondiale
- 1939 : 
  - Le 1er septembre, le Troisième Reich envahit la Pologne sans lui déclarer la guerre. L'armée polonaise se défend et résiste bien pendant quinze jours face à la supériorité tactique et matérielle de la Wehrmacht, mais l'Union soviétique l'envahit aussi le 17 septembre en vertu de l'accord secret entre Staline et Ribbentrop.
  - Le 28 septembre, l'Allemagne prend le contrôle de la partie occidentale du pays. Une partie du Reichsgau Wartheland est annexée par l'Allemagne, et l'autre devient une sorte de colonie, appelée « Gouvernement général de Pologne ». Les expulsions de population de la première partie vers l'autre, d'octobre 1939 à mars 1941, expérimentent et préfigurent le Generalplan Ost de juillet 1941, énoncé pour toute l'Europe de l'Est.
  - L'Union soviétique s'empare du reste, qui est intégré aux républiques socialistes soviétiques de Biélorussie et d'Ukraine, et à la nouvelle République socialiste soviétique de Lituanie, nouvellement annexée.
  - Des deux côtés de la nouvelle frontière commencent massacres et déportations : 
    - Les nazis se déchaînent contre la population juive qui est bientôt parquée dans des ghettos. Ils s'attaquent aussi aux élites polonaises, systématiquement déportées ou fusillées, des grands sportifs aux hommes politiques, en passant par le clergé et les enseignants. Des milliers de Polonais sont déportés comme travailleurs forcés en Allemagne tout au long de la guerre. Les écoles secondaires et les universités sont fermées. Un enseignement et un théâtre clandestins seront l'une des facettes méconnues de la résistance polonaise. Karol Wojtyła, le futur pape Jean-Paul II, risquera ainsi sa vie comme acteur clandestin. Selon Adolf Hitler : « Le Gouvernement général de Pologne ne doit être qu'un réservoir de travail non spécialisé (...) Il est indispensable de garder à l'esprit que les propriétaires polonais doivent disparaître : aussi cruel que cela puisse paraître, il faut les exterminer partout où ils se trouvent. Tous les représentants de l'intelligentsia polonaise doivent être exterminés. Cela aussi paraît cruel, mais telle est la loi de l'existence. »
    - Les Soviétiques, de leur côté, éliminent tous les « cadres bourgeois », civils ou militaires, chrétiens ou juifs. À Katyń et ailleurs, 22 000 officiers polonais sont assassinés d'une balle dans la nuque. Les communistes rejetteront officiellement la responsabilité de ce massacre sur les nazis, jusqu'à ce que Mikhaïl Gorbatchev en remette les archives au président Lech Wałęsa 50 ans plus tard. Environ un million de personnes sont déportées vers la Sibérie et l'Asie centrale soviétique : des petits ou gros propriétaires terriens, des douaniers, des militaires, des membres de l'administration et des enseignants.

  - L'équipe de décrypteurs polonais du Biuro Szyfrów, évacuée vers la France, transmet aux Alliés les méthodes qui permettront de percer le système de cryptage allemand Enigma.

- 1940 : 
  - En mai, trois bâtiments de guerre polonais et la brigade de Podhale participent à la bataille de Narvik, en Norvège.
  - D'autres troupes polonaises participent à la défense de la France, à Lagarde, Baccarat, Dieuze, Montbard et au Clos du Doubs.
  - En juin, le gouvernement polonais en exil à Angers quitte la France pour Londres.
  - D'août à octobre, quatre escadrilles polonaises s'illustrent pendant la Bataille d'Angleterre – en particulier la 303e.

- 1941 : 
  - Le 22 juin, le Troisième Reich envahit l'Union soviétique ; en moins de deux mois, la Wehrmacht conquiert toute la Pologne orientale.
  - Les camps de concentration, implantés sur le territoire de la Pologne, tels Auschwitz, Treblinka et Majdanek, deviennent des pièces maîtresses de la « solution finale » contre les Juifs, les Tziganes et les résistants anti-nazis.
  - Les chasseurs des Carpates du général Kopański s'illustrent à Tobrouk, en Libye.
  - Accords Sikorski-Maïski (alliance polono-soviétique) à Londres. Il en résulte la libération de militaires et civils polonais emprisonnés en URSS et encore en vie. Beaucoup sont regroupés à Bouzoulouk pour constituer l'Armée polonaise de l'Est à ce moment sous le commandement du général Władysław Anders.

- 1942 : 
  - L'armée polonaise du général Anders, autorisée à quitter l'Union soviétique par l'Iran, rejoint les forces britanniques. Les Polonais qui n'ont pas pu la rejoindre seront enrôlés dans une armée polonaise communiste intégrée aux forces soviétiques. C'est le cas du futur général Wojciech Jaruzelski.
  - Les ghettos juifs de Pologne sont vidés (plus que 60 000 Juifs dans le ghetto de Varsovie ; 350 000 à sa création)
  - Plus de 300 000 Juifs sont envoyés à Treblinka
- 1943 : 
  - La tragique Insurrection du ghetto de Varsovie (Powstanie Getta Warszawskiego) en avril-mai montre aux nazis que les Juifs savent vendre chèrement leur peau. Deux autres ghettos se révoltent, à Vilnius en août et à Białystok en septembre.
  - Découverte par les Allemands du charnier de Katyń.
  - Rupture des relations polono-soviétiques, et restauration du Parti communiste de Pologne en Union soviétique
  - Conférence de Téhéran qui fixe les nouvelles frontières de la Pologne. Churchill et Roosevelt « livrent la Pologne en proie aux bolcheviks », selon le mot d'Anders.

- 1944 :

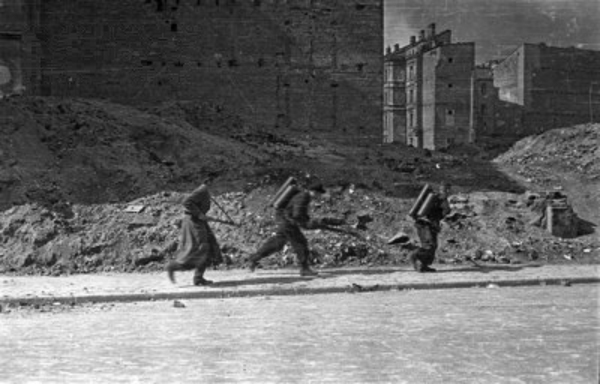
Insurgés de Varsovie, août 1944

  - En avril, l'Armée rouge est près de Lwów.
  - En mai, le 2e Corps du général Anders enlève la position allemande du Mont Cassin, ouvrant aux Alliés la route de Rome. Longeant la Via Aemilia, Anders libère Ancône et Bologne, au cours de l'été.
  - Le 1er août, l'Armée rouge entre à Lublin et Białystok, près de Varsovie.
  - En août, la Première division blindée polonaise s'illustre à la bataille de la poche de Falaise, en Normandie.
  - En septembre, la 1re brigade indépendante de parachutistes polonais participe à l'opération Market Garden, autour du pont d'Arnhem (Pays-Bas).
  - L'Insurrection de Varsovie (Powstanie Warszawskie) est anéantie par les nazis, après deux mois de combats (63 jours), d'août à octobre. Les Soviétiques laissent faire en attendant sur la rive droite de la Vistule et en fermant leurs aérodromes aux Britanniques et aux Américains. La ville est détruite à 95 %. La population est massacrée ou déportée. L' « Armia Krajowa » (Armée de l'Intérieur, c’est-à-dire la résistance non communiste) est considérablement affaiblie. Deux cent mille Polonais périssent lors de ces combats dont 180 000 civils.

- 1945 :
  - Le 11 janvier, l'Armée rouge du général Constantin Rokossovski entre dans Varsovie complètement détruite.
  - Le 16 avril, la Première Armée polonaise sous commandement soviétique traverse l'Oder et participe à la bataille de Berlin.
  - De septembre 1939 à mai 1945, plus de 6 millions de Polonais sont morts, dont 3 millions de Juifs.
  - Le Royaume-Uni cesse de reconnaître le gouvernement polonais en exil. L'armée d'Anders et les autres unités polonaises ayant combattu sous commandement britannique sont démobilisées. Les soldats sont autorisés à demeurer sur le territoire britannique, invités à rentrer en Pologne, mais pas à participer au défilé de la victoire.

### Le régime communiste
- 1944 : en avril, l'armée rouge réoccupe la région de Lwów, le 1er août, Lublin et Białystok sont conquises, Varsovie n'est pas loin.
  - Les communistes créent le Comité polonais de libération nationale
  - La capitale polonaise se soulève contre la Wehrmacht, mais Staline interdit de lui porter secours. La quasi-totalité de Varsovie (98 %) est détruite par les Allemands. L'élimination de la résistance polonaise dans cette bataille facilite après la guerre la mainmise russe sur la Pologne et sa satellisation dans son orbite d'influence. 200 000 Polonais (civils et combattants) périssent dans ce véritable traquenard.
- 1945 : 
  - Le 11 janvier, les troupes russes du général Rokossovski, en route vers Berlin, investissent Varsovie qui n'est plus qu'un champ de ruines.
  - L'est du Pays est définitivement annexé par la Russie soviétique, à l'exception de Białystok, mais, en contrepartie, la Pologne est autorisée à s'emparer du sud de la Prusse-Orientale, de Dantzig, de la Poméranie et de la Silésie : 7,5 millions d'Allemands sont expulsés de ces territoires et immédiatement remplacés par 4,5 millions de Polonais, dont 1,5 million ayant fui les provinces orientales.
  - la nouvelle Pologne compte 24 millions d'habitants à 95 % d'ethnie polonaise et de religion catholique. Fin 1945, la communauté juive n'est plus que de 250 000 personnes dont 100 000 en provenance des zones annexées par l'URSS.
  - Conférence de Yalta, Promesse d'élections libres en Pologne
- 1946 : 
  - À la suite du pogrom de Kielce (4 juillet), sur une accusation de « crime rituel », plus de 100 000 Juifs quittent la Pologne, la plupart pour la France. Les Juifs qui restent sont dans leur majorité proches des communistes et placent leurs espoirs dans la République populaire qui est imposée par les Soviétiques. Un certain nombre d'entre eux servent le nouveau régime et participent à sa mise en place.
- 1947 : élections truquées, élimination de l'opposition anti-communiste
- 1948 : création du parti ouvrier unifié polonais (PZPR)
- 1951 : arrestation de Władysław Gomułka
- 1952 : adoption de la nouvelle constitution, la Pologne devient une démocratie populaire
- 1953 : « Non possumus » de l'épiscopat polonais, arrestation du cardinal Wyszyński placé en résidence surveillée dans un couvent près de la frontière soviétique jusqu'en 1956
- 1954 : libération de Władysław Gomułka
- 1955 : dégel de l'emprise soviétique sur la vie polonaise
- 1956 : mort de Bolesław Bierut
- 1956 : révolte des ouvriers à Poznań, Władysław Gomułka devient premier secrétaire du parti et prend le pouvoir. La « petite révolution » attribue les « erreurs » du régime pro-soviétique aux « Juifs » qui en deviennent les boucs émissaires et sont poussés à un nouvel exode.
- 1964 : lettre ouverte au parti par Jacek Kuroń et Karol Modzelewski ; ils sont condamnés en juillet 1965, avec Kazimierz Badowski et Hass, à 3 ans et demi de prison.
- 1966 : millénaire du baptême de la Pologne.
- 1967-1968 : il ne reste plus que 35 000 personnes d'origine juive, parfaitement assimilées, converties ou issues de mariages mixtes, mais cela n'empêche pas Władysław Gomułka, de refaire l'opération de 1956 et de lancer une nouvelle opération « antisémite ».
- 1968 : protestations étudiantes, purge antisémite. Les trente mille derniers Juifs quittent définitivement le pays ; beaucoup partent s'installer dans les pays scandinaves.
- 1970 : Willy Brandt reconnaît la  Oder-Neisse, émeutes de la Baltique, chute de Władysław Gomułka remplacé par Edward Gierek.

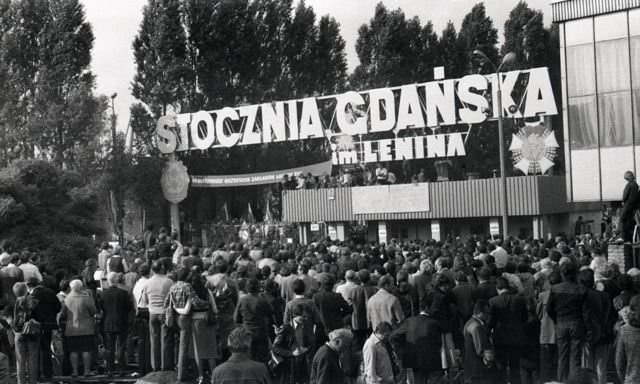
Grève des chantiers navals Lénine à Gdansk, 1980.

- 1975 : révision de la constitution pour y insérer l’inaltérable amitié avec l'URSS.
- 1976 : révoltes ouvrières, création du KOR : comité de défense ouvrier.
- 1977 : transformation du KOR en comité d'autodéfense sociale.
- 1978 : Karol Wojtyła est élu pape sous le nom de Jean-Paul II.
- 1980 : en juillet grève générale à Lublin, pour des améliorations sociales et plus de démocratie. En août les grèves s'étendent. Fin août création de Solidarność, et accords de Gdańsk d'août autorisant le premier syndicat libre. Des millions de Polonais y adhèrent.
- 1981 : Mort de Stefan Wyszyński.
- 1981 : Le général Wojciech Jaruzelski décrète l'état de siège (Stan Wojenny) en décembre. Lech Wałęsa en résidence surveillée. Il n’est pas le seul. Les arrestations et mises en résidence surveillée durent jusqu’à 1989.
- 1983 : Lech Wałęsa devient prix Nobel de la paix.
- 1984 : assassinat de Jerzy Popiełuszko.
- 1988 : rencontre entre le gouvernement du PZPR et l'opposition.
- 1989 : l’effondrement du bloc communiste commence en Pologne avec la Table Ronde du printemps, les premières élections libres, la victoire de Solidarność et le premier gouvernement non communiste de Tadeusz Mazowiecki (même si Jaruzelski reste chef de l'État).

### Le retour à la démocratie
- 1990 : le général Jaruzelski démissionne, il est remplacé par Lech Wałęsa, président de Solidarność
- 1991 : élections législatives, émiettement des partis
- 1992 : Hanna Suchocka devient Premier ministre
- 1993 : dissolution de la diète par Wałęsa, retour d'une faible majorité SLD (ex-communistes du PZPR)
- 1995 : retrait de la vie politique de Wałęsa et élection d'Aleksander Kwaśniewski (SLD) au poste de Président de la République.
- 1996 : la poétesse Wisława Szymborska reçoit le prix Nobel de littérature
- 1997-2001 : Cohabitation avec la droite du gouvernement de Jerzy Buzek
- 1998 : présidence de l'OSCE assurée par la Pologne
- 1999 : la Pologne adhère à l'OTAN
- 2000 : 
  - Réélection d'Aleksander Kwaśniewski
  - Andrzej Wajda reçoit un Oscars du cinéma pour l'ensemble de son œuvre

## XXIesiècle

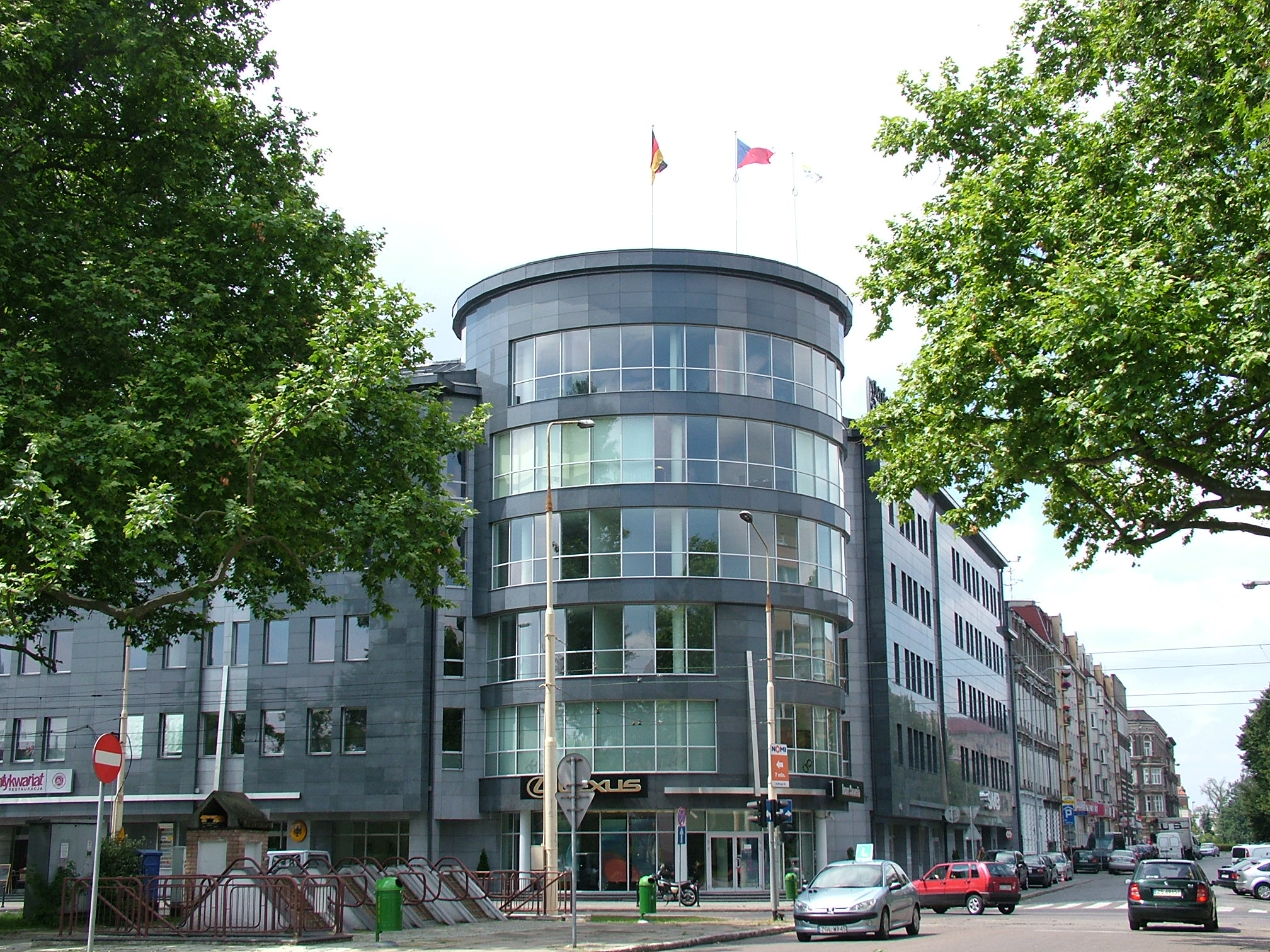
Consulat d'Allemagne, de République tchèque et de Chypre à Szczecin en 2006

- 2001 : la gauche revient au pouvoir avec le gouvernement de Leszek Miller
- 2003 : 
  - Participation à la coalition américaine en Irak : la Pologne se voit attribuer une zone d'occupation.
  - Succès du référendum en faveur de l'adhésion à l'Union européenne.
- 1er mai 2004 : entrée dans l'Union européenne.
- 2005 :
  - mort du pape Jean-Paul II
  - Les conservateurs reprennent le pouvoir avec pour président Lech Kaczyński et pour chef de gouvernement Kazimierz Marcinkiewicz.
- 10 avril 2010 : accident de l'avion présidentiel polonais à Smolensk.
- 28 octobre 2013 : mort de Tadeusz Mazowiecki
- 27 avril 2014 : canonisation de Jean-Paul II
- 25 mai 2014 : mort de Wojciech Jaruzelski
- 2015 :
  - Les conservateurs reprennent une troisième fois le pouvoir avec pour président Andrzej Duda et pour chef de gouvernement Beata Szydło.
  - En réaction est créé en novembre le comité de défense de la démocratie (KOD).